# Championnats d'Europe de cross-country 2007
Navigation
Édition précédente Édition suivante
Les 14e championnats d'Europe de cross-country se sont déroulés à Toro en Espagne le 9 décembre 2007.

## Résultats

### Cross long hommes

#### Individuel
| Médaille | Athlète                      | Temps     |
| Or       | Serhiy Lebid Ukraine         | 31 min 47 |
| Argent   | Mustafa Mohamed Suède        | 31 min 56 |
| Bronze   | Rui Silva Portugal           | 31 min 58 |
| 4e       | Erik Sjöqvist Suède          | 32 min 00 |
| 5e       | José Manuel Martinez Espagne | 32 min 04 |
| 6e       | Jesús España Espagne         | 32 min 05 |
| 7e       | Martin Fagan Irlande         | 32 min 06 |
| 8e       | El Hassan Lahssini France    | 32 min 08 |
| 9e       | Ricardo Ribas Portugal       | 32 min 10 |
| 10e      | José Ríos Espagne            | 32 min 12 |

#### Équipes
| Médaille | Athlètes                                                            | Points |
| Or       | Espagne José Manuel Martínez Jesús España José Ríos Alberto García  | 33 pts |
| Argent   | Portugal Rui Silva Ricardo Ribas José Rocha Leão Carvalho           | 64 pts |
| Bronze   | France El Hassan Lahssini Mokhtar Benhari Simon Munyutu Irba Lakhal | 75 pts |

### Cross Hommes moins de 23 ans

#### Individuel
| Médaille | Athlète                 | Temps       |
| Or       | Kemal Koyuncu Turquie   | 24 min 31 s |
| Argent   | Yevgeniy Rybakov Russie | 24 min 33 s |
| Bronze   | Andy Vernon Royaume-Uni | 24 min 35 s |

#### Équipes
| Médaille | Athlètes    | Points |
| Or       | Royaume-Uni | 52 pts |
| Argent   | Pologne     | 52 pts |
| Bronze   | Russie      | 65 pts |

### Course juniors hommes

#### Individuel
| Médaille | Athlète                 | Temps     |
| Or       | Morhad Amdouni France   | 20 min 08 |
| Argent   | Florian Carvalho France | 20 min 11 |
| Bronze   | Dmytro Lashyn Ukraine   | 20 min 16 |

#### Équipes
| Médaille | Athlètes    | Points |
| Or       | France      | 29 pts |
| Argent   | Royaume-Uni | 48 pts |
| Bronze   | Allemagne   | 57 pts |

### Cross long femmes

#### Individuel
| Médaille | Athlète                          | Temps     |
| Or       | Marta Domínguez Espagne          | 26 min 58 |
| Argent   | Julie Coulaud France             | 27 min 01 |
| Bronze   | Rosa María Morató Espagne        | 27 min 04 |
| 4e       | Mariya Konovalova Russie         | 27 min 07 |
| 5e       | Anikó Kálovics Hongrie           | 27 min 10 |
| 6e       | Kate Reed Royaume-Uni            | 27 min 11 |
| 7e       | Fionnuala Britton Irlande        | 27 min 20 |
| 8e       | Saadia Bourgailh-Haddioui France | 27 min 25 |
| 9e       | Hayley Yelling Royaume-Uni       | 27 min 28 |
| 10e      | Liz Yelling Royaume-Uni          | 27 min 31 |

#### Équipes
| Médaille | Athlètes                                                                 | Points |
| Or       | Espagne Marta Domínguez Rosa Morató Iris Fuentes-Pila Alessandra Aguilar | 33 pts |
| Argent   | Royaume-Uni Kate Reed Hayley Yelling Liz Yelling Helen Clitheroe         | 47 pts |
| Bronze   | Portugal Jéssica Augusto Mónica Rosa Fernanda Ribeiro Ana Dias           | 69 pts |

### Cross Femmes moins de 23 ans

#### Individuel
| Médaille | Athlète                    | Temps     |
| Or       | Ancuta Bobocel Roumanie    | 22 min 35 |
| Argent   | Adriënne Herzog Pays-Bas   | 22 min 37 |
| Bronze   | Katarzyna Kowalska Pologne | 22 min 44 |

#### Équipes
| Médaille | Athlètes    | Points |
| Or       | Royaume-Uni | 47 pts |
| Argent   | Russie      | 55 pts |
| Bronze   | Pologne     | 58 pts |

### Cross Junior Femmes

#### Individuel
| Médaille | Athlète                      | Temps     |
| Or       | Stephanie Twell Royaume-Uni  | 14 min 12 |
| Argent   | Danuta Urbanik Pologne       | 14 min 21 |
| Bronze   | Charlotte Purdue Royaume-Uni | 14 min 22 |

#### Équipes
| Médaille | Athlètes    | Points |
| Or       | Royaume-Uni | 14 pts |
| Argent   | Russie      | 50 pts |
| Bronze   | Ukraine     | 57 pts |